# Мина Д. Тодоровић
Мина Д. Тодоровић (Београд, 26. септембар 1964) српска је књижевница. Позната је по својим романима за децу.

## Дела
Мина Д. Тодоровић је написала три романа епске фантастике за децу и младе, Вир светова, Гамиж и Магма, као и романе Јаје, млеко, вода... и Даркадија. Приповетка за одрасле, Цигарете, публикована је у тематској антологији У знаку вампирице и Нова српска приповетка издавачке куће Паладин (уредник и приређивач: Горан Скробоња). Објављиване су јој приче у Политикином забавнику, додатку Политика за децу и на сајту Арт-Анима.

## Рецепција дела
Критичар Теофил Панчић је, 25. марта 2004. године, у недељнику Време рецензирао роман Вир светова. Панчић закључује да ће „клинци уживати у сочном језику и бајковитости приче“. Др Татјана Росић, стални истраживач сарадник на Институту за књижевност и уметност у Београду, истакла је у својој рецензији Вира светова да: „Традиција читања тзв. дечје књижевности потврђује како добро написана књига за децу неизоставно представља и привлачно штиво за одрасле“, док је Маја Бурић закључила: „У овом роману је створен особени чаробни свет, израстао на словенском и балканском корену. Посебно плени шаљиви тон који прожима целу књигу."
Лидија Добрашиновић је у рецензији романа Гамиж написала следеће: „Роман Гамиж у себи спаја младост и старост, традицију с модерним, бајковито с реалитетом, осећања с логиком, брзину дешавања са прелепим описима, озбиљне мисли и много, много хумора, огромну љубав и безмерну мржњу, племенитост и зло, лепоту разлика и чување сопственог идентитета, савршен правопис и неправилан језик... Ако сумњате да је могуће све то природно саставити, треба да прочитате књигу."
Романи Гамиж и Вир светова ушли су у најужи избор за награду Политикиног Забавника за најбоље књижевно дело за младе. Од четрдесет девет приспелих књига, Гамиж се пласирао међу првих пет. Роман "Јаје, млеко, вода..." победио је 2018. године на конкурсу читалачког маратона ИК Klett.

## Утицаји
У интервјуу за сајт Арт-Анима, у децембру 2012. године, Мина Д. Тодоровић је побројала писце и дела која су највише утицала на њено формирање. Поред српске народне књижевности и бајки, Тодоровић је именовала Џона Роналда Руела Толкина као своју најважнију инспирацију. Ауторка је у интерјуу рекла: "Хобита сам добила од друга и прочитала га два пута за редом... Врло брзо сам стигла и до Господара прстенова - књиге коју сам прочитала највише пута у животу... Врло јасно се сећам да ме је гризла савест што, уз толике сјајне, неишчитане књиге, ја ово тротомно дело читам већ пети... девети пут..." Рецензент романа Гамиж, Ђорђе Бајић, уочио је: „Неоспорно инспирисана наслеђем великог Толкина, а пре свега Хобитом, ауторка се не задовољава пуким подражавањем, већ постојеће наслеђе фантастике за младе користи само као почетну инспирацију за своју надахнуту приповест."

## Циклус Словенска и српска фантастика уУниверзитетској библиотециу Београду 2019.
- Мина Д. Тодоровић у Универзитетској библиотеци 29. маја 2019.
- Tијaнa Tрoпин и Мина Д. Тодоровић у разговору о књижевној фантастици.
- Мина Д. Тодоровић (седи у средини) са писцима и љубитељима фантастике.